# Hlasowe
Hlasowe (ukrainisch Глазове; russisch Глазово Glasowo) ist ein Dorf in der ukrainischen Oblast Sumy mit 524 Einwohnern (2001).

## Geografie
Hlasowe liegt an der Bytschycha (Бичиха), einem Nebenfluss der Swyha, die ihrerseits in die Desna fließt. Das Dorf liegt 30 Kilometer nördlich der Rajonsstadt Schostka.

## Geschichte
Hlasowe wurde 1620 erstmals schriftlich erwähnt. Das Dorf gehörte dem Kloster in Nowhorod-Siwerskyj, bis die Bewohner 1786 durch einen Ukas Katharinas der Großen zu Staatsbauern wurden.
Am 12. Juni 2020 wurde das Dorf ein Teil der Stadtgemeinde Schostka, bis dahin bildete es die gleichnamige Landratsgemeinde Hlasowe (Глазівська сільська рада/Hlasiwska silska rada) im Norden des Rajons Schostka.